# یوسف پولسن
یوسف یوراری پولسن (دانمارکی: Yussuf Yurary Poulsen؛ زادهٔ ۱۵ ژوئن ۱۹۹۴) بازیکن فوتبال اهل دانمارک است.
از باشگاه‌هایی که در آن بازی کرده‌است می‌توان به آربی لایپزیگ اشاره کرد.
وی همچنین در تیم ملی فوتبال دانمارک بازی کرده‌است.

## عملکرد باشگاهی

### دوران نوجوانی
پولسن فوتبال خود را در اسکجولد شروع کرد. در ابتدا بازیکن دفاعی بود و در کنارهه زمین هم فعالیت داشت که با او قرار بود بعداً در تیم‌های ملی دانمارک بازی کند. پس از پیوستن کنت زوهوره به کپنهاگن، پولسن به عنوان مهاجم به موقعیت وی منتقل شد.

### لینگبی
او در سن ۱۴ سالگی به رده‌های جوانان لینگبی پیوست. او اولین بازی خود را با سن بالا در ۴ دسامبر ۲۰۱۱ انجام داد، وقتی که در دقیقه ۸۴ به میدان آمد و مقابل هورسنز وارد زمین شد، به عنوان جانشین برای ماتیاس تائوبر. پولسن در پنج بازی در این فصل برای تیمش بازی کرد. باشگاه او، لینگبی نیز از سوپرلیگا سقوط کرد.
در ۵ اوت ۲۰۱۲، او اولین گل خود را در سطح بزرگسالان و همچنین برای باشگاهش به ثمر رساند، وقتی که در بازی دوم در لیگ ۱. لیگ (لیگ دوم دانمارک) با نتیجه ۱ بر صفر به پیروزی در برابر گل گاشتاکس رسید. او ۳۲ بازی انجام داد و یازده گل به ثمر رساند.

### لایپزیگ
دستاوردهای وی علاقه باشگاه‌های خارجی و داخلی را به خود جلب کرد، و در ۳ ژوئیه ۲۰۱۳، او با لایپزیگ در لیگا ۳، قراردادی را امضا کرد. او فصل ۲۰۱۳–۱۴ را با ۱۰ گل در ۲۷ بازی به پایان رساند.
پولسن با لایپزیگ در بوندس لیگا ۲ در سال ۲۰۱۴ و بوندسلیگای آلمان در سال ۲۰۱۶ ارتقاء داد. وی در فصل ۲۰۱۴–۱۵ در ۳۲ بازی ۱۲ گل به ثمر رساند.
در ششمین دیدار فصل ۲۰۱۶–۱۷، او اولین گل خود در بوندس لیگا را با نتیجه ۲ بر یک در خانه مقابل آگسبورگ به ثمر رساند. او فصل ۲۰۱۶–۱۷ را با ۵ گل در ۳۰ بازی به پایان رساند.
او فصل ۱۸–۲۰۱۷ را با پنج گل در ۴۱ بازی به پایان رساند.
در تاریخ ۳۰ مارس ۲۰۱۹، طی پیروزی ۵–۰ برابر هرتا برلین، او اولین بازیکن لایپزیگ شد که در بوندسلیگا هت تریک کرد و در این روند به باشگاه کمک کرد تا ۵۰مین پیروزی خود در این رقابت‌ها را به ثبت برساند. سومین بازیکن پس از ابه ساند و آلان سیمونسن توانست بیش از ۱۴ گل بوندس لیگا را در یک فصل به ثمر برساند و به ۱۵ گل لیگ رسید.

## عملکرد باشگاهی
پولسن اولین بازی خود را برای تیم ملی دانمارک در ۱۱ اکتبر ۲۰۱۴ برابر آلبانی انجام داد. در ۱۳ ژوئن ۲۰۱۵، او در برد ۲–۰ دانمارک اولین گل خود را مقابل صربستان به ثمر رساند. پولسن برای بازی‌های المپیک تابستانی ۲۰۱۶ در تیم ملی دانمارک انتخاب شد، اما وی این درخواست را رد کرد تا جایگاه خود در لایپزیگ را تثبیت کند.
در ماه مه سال ۲۰۱۸ او در تیم ملی ۲۳ نفره دانمارک برای حضور در جام جهانی فیفا ۲۰۱۸ روسیه معرفی شد. در ۱۶ ژوئن، او در بازی افتتاحیه دانمارک مقابل پرو، تنها گل به ثمر رساند و به عنوان مرد این مسابقه نامگذاری شد. در اوایل بازی او یک پنالتی را با یک خطا بر کریستین کوئوا داد که پرو آن را از دست داد.

## زندگی شخصی
یوسف یوری پولسن فرزند یک پدر تانزانیایی و یک مادر دانمارکی است. پدرش قبل از اقامت در کپنهاگن، بین تانگا و دانمارک در نوسان بود. پدر وی هنگامی که یوسف تنها شش سال داشت، بر اثر سرطان درگذشت. یوسف در کودکی چندین بار از تانزانیا بازدید کرد. وی واجد شرایط بازی برای تانزانیا بود اما هیچ پیشنهادی از طرف فدراسیون تانزانیا دریافت نکرد. در نتیجه، وی نمایندگی از دانمارک کشور بومی خود را برگزید.